# Blasco II d'Alagón
Blasco II d'Alagón "el Net" (? - 1293) Noble valencià d'origen aragonès, Majordom del Regne d'Aragó com el seu avi Blasco I d'Alagón, 3r Senyor de Sástago i de Pina.

## Orígens familiars
Fill d'Artal III d'Alagón, era nebot de Constança d'Alagón, muller de Guillem d'Anglesola.

## Núpcies i descendents
Es casà amb Giussiana Ximenes d'Entença Luesia, cosina seva. D'aquest matrimoni nasqueren:
- Artal IV d'Alagón, casat el 1279 amb Teresa Pérez d'Aragó, filla del rei Pere III d'Aragó
- Blasco d'Alagón i Ximenes d'Entença Luesia, va estar promesa amb Teresa Eximénez d'Arenós i Ferrández, filla de Blasco Eximénez d'Arenós[2]
- Mallada d'Alagón i Ximenes d'Entença Luesia, va estar promesa amb Gonçalbo Eximénez d'Arenós, fill de Blasco Eximénez d'Arenós[2]
- Ximeno Blasco d'Alagón i Ximenes d'Entença Luesia
- Eva d'Alagón i Ximenes d'Entença Luesia

## Biografia
Fundà el castell d'Albocàsser.